# 島津久寿
島津 久寿（しまづ ひさとし）は、江戸時代前期の大名。日向国佐土原藩5代藩主。のちに江戸幕府旗本寄合席。官位は従五位下・式部少輔。

## 生涯
島津久富（2代藩主・島津忠興の次男）の長男として誕生。母は薩摩藩家老・鎌田正統の娘。
従兄にあたる先代藩主の島津忠高が延宝4年（1676年）に早世し、その息子である万吉丸（のちの惟久）が幼少であったため、その代つなぎ（番代）として家督を継ぐことを許された。しかしこのような経緯から藩主としての統制力がなく、藩内では父と家老の松木氏（2代藩主・忠興の母の実家の子孫）の対立が発生し、さらに本家の薩摩藩も藩政に介入するようになるなど、藩は大混乱に陥った。
元禄3年（1690年）5月29日、16歳に成長した惟久に家督を譲った。同時に幕府の意向により惟久より北那珂郡４ヶ村（芳士村、山崎村、塩路村、島ノ内村）3000石を分与されて旗本寄合となった。元大名ということもあってか元禄4年（1691年）には大番頭に列する。後に大坂城番を務めている。
元禄6年（1693年）8月3日、江戸で死去した。享年30。法号は青原院殿篤誉勇信義哲居士。墓所は東京都小金井市前原町の幡随院。
久寿から始まる系統が、島之内島津家である。また薩摩藩の島津義弘のように、久寿はあくまで番代として扱われ、歴代藩主として数えない史料も多い。

## 系譜
父母
- 島津久富（実父）
- 鎌田正統の娘（実母）
- 島津忠高（養父）

正室
- 島津氏

養子
- 島津惟久 ー 島津忠高の長男
- 島津久武 ー 島津久富の三男